# Augusto Severo
Augusto Severo es un municipio brasilero del estado del Rio Grande do Norte. Está localizado en la microrregión del Medio Oeste. De acuerdo con el IBGE (Instituto Brasilero de Geografía y Estadística), en el año 2004 su población era estimada en 9.082 habitantes. Área territorial de 897 km². Según el Departamento Estatal de prensa del Río Grande del Norte (enlace roto disponible en Internet Archive; véase el historial, la primera versión y la última). el 6 de diciembre de 1991, a través de la Ley nº 155, el municipio de Augusto Severo volvió a su antiguo nombre de "Campo Grande".
El municipio fue emancipado de Açu a través de la Ley nº 114, del 14 de septiembre de 1858.
Limita con los municipios de Upanema (norte), Caraúbas, Janduís y Messias Targino (oeste), Paraú y Triunfo Potiguar (este) y con el estado de la Paraíba (sur).
La altitud es de 96 m s. n. m. y la distancia por carretera hasta la capital es de 265 km. La precipitación media medida en el municipio, según el IDEMA es de 743,8 mm.
También de acuerdo con el IDEMA, el suelo de la región es del tipo bruno no cálcico vértico. El suelo tiene idoneidad regular y restringida para el pastizaje natural. Es apto para cultivos de ciclo largo como algodón arbóreo, sisal, cajú y coco. algunas área indicadas para preservación de la flora y de la fauna o para recreación.

## Historia
Los primeros habitantes de la Sierra Cepilhada fueron los indios Pêgas, pertenecientes a la nación de los tapuias.
El área donde se localiza el municipio, comenzó a ser colonizada en las primeras décadas del siglo XVIII, con la construcción de la Hacienda Campo Grande alrededor de 1720, por el Capitán mayor Manoel Ignácio D'Oliveira Gondim, también nombrado como Capitán Gondim.
La región pasó a llamarse Campo Grande, debido las extensas campiñaas situadas al margen izquierdo del río Upanema propicias para la actividad agropastoril.
El 14 de septiembre de 1858, la Ley nº 114 creó el municipio con la denominación de Campo Gran. Intereses políticos, entretanto, hicieron con que esa Ley fuese derogada en 1868, pasando a ser una simples posición de distrito del municipio de Caraúbas. La Ley nº 613, del 30 de marzo de 1870, restauró el municipio con la denominación, de Triunfo. El 28 de agosto de 1903, la Ley nº 192 originada del proyecto del Diputado Luís Pereira Tito Jácome, mudó el nombre del municipio para Augusto Severo, en homenaje al inventor del dirigible Pax.
El día 6 de diciembre de 1991, a través de la Ley nº 155, el municipio de Augusto Severo volvió a su antiguo nombre Campo Grande.

## Economía
De acuerdo con datos del IPEA del año de 1996, el PIB era estimado en R$ 12,04 millones, siendo que 53,5% correspondía en las actividades basadas en la agricultura y en la ganadería, 1,7% a la industria y 44,8% al sector de servicios. El PIB per cápita era de R$ 928,28.
En 2002, conforme estimaciones del IBGE, el PIB había evolucionado a R$ 15,81 millones y el PIB per cápita para R$ 1.746,00.